# Поповка (Каменский район)
Попо́вка — хутор в Каменском районе Ростовской области.
Входит в состав Малокаменского сельского поселения.

## География
Рядом с хутором протекает речка Малая Каменка, которая стала настолько узкой, что жарким летом пересыхает.

## Население
| 2010 |
| ---- |
| 90   |

## Улицы
На хуторе имеются две улицы: Береговая и Придорожная.